# Нежилі населені пункти Воткінського району
У переліку подано усі колишні населені пункти Вокінського району Удмуртії (Росія), які існували раніше. Всі вони були ліквідовані як знелюднені або ж приєднані до інших населених пунктів.

## Перелік колишніх населених пунктів
| №                                  | Назва                                                            | Часи існування | Координати | Примітки                   |
| ---------------------------------- | ---------------------------------------------------------------- | -------------- | ---------- | -------------------------- |
| Нововолковське міське поселення    |                                                                  |                |            |                            |
| 1                                  | Волковський (рос. Волковский)                                    | 1950-ті-2005   | -          | Приєднано до смт Новий     |
| 2                                  | Построєчна (рос. Построечная)                                    | ?-2005         | -          | Приєднано до смт Новий     |
| Верхньоталицьке сільське поселення |                                                                  |                |            |                            |
| 1                                  | Єпіфаново (рос. Епіфаново)                                       | -              | -          | -                          |
| 2                                  | Нижньовоткінський Лісоучасток (рос. Нижневоткинский Лесоучасток) | -              | -          | -                          |
| 3                                  | Нижня Талиця (рос. Нижняя Талица)                                | -              | -          | -                          |
| Гавриловське сільське поселення    |                                                                  |                |            |                            |
| 1                                  | Сівинська дільниця (рос. Сивинский Участок)                      | -              | -          | -                          |
| Іюльське сільське поселення        |                                                                  |                |            |                            |
| 1                                  | 62 км (рос. 62 км)                                               | -              | -          | -                          |
| 2                                  | Іюль (рос. Июль)                                                 | -              | -          | Приєднано до села Іюльське |
| Камське сільське поселення         |                                                                  |                |            |                            |
| 1                                  | Розвили (рос. Развилы)                                           | -              | -          | -                          |
| Первомайське сільське поселення    |                                                                  |                |            |                            |
| 1                                  | Лісне (рос. Лесное)                                              | -              | -          | -                          |
| Перевозинське сільське поселення   |                                                                  |                |            |                            |
| 1                                  | 74 км (рос. 74 км)                                               | -              | -          | -                          |
| 2                                  | Жужги (рос. Жужги)                                               | -              | -          | -                          |
| 3                                  | Паздери (рос. Паздеры)                                           | -              | -          | -                          |
| 4                                  | Сосновка (рос. Сосновка)                                         | -              | -          | -                          |
| Світлянське сільське поселення     |                                                                  |                |            |                            |
| 1                                  | Сушинське (рос. Сушинское)                                       | -              | -          | -                          |
| 2                                  | Черновське Лісничество (рос. Черновское Лесничество)             | -              | -          | -                          |